# Ferrovia dell'Hokkaido meridionale
La Ferrovia dell'Hokkaido meridionale (道南いさりび鉄道?, Dōnan Isaribi Tetsudō) è una compagnia ferroviaria giapponese con sede a Hakodate, Hokkaidō, che gestisce una linea ferroviaria nel sud dell'isola di Hokkaidō.

## Storia
Con la costruzione della linea ad alta velocità Hokkaidō Shinkansen della JR Hokkaido tra la stazione di Shin-Aomori e la stazione di Shin-Hakodate-Hokuto, il tratto tra la stazione di Goryōkaku e la stazione di Kikonai della linea Esashi venne separato. Il 1° agosto 2014 viene fondata la Hokkaidō Dōnan Chiiki Heikō Zairaisen Junbi (北海道道南地域並行在来線準備?), con investimenti di Hokkaido e dei governi locali lungo la linea. Il 24 dicembre dello stesso anno fu annunciato che il nome della società sarebbe stato cambiato in Ferrovia dell'Hokkaido meridionale. Il 26 marzo 2016, il giorno dell'apertura dello Hokkaido Shinkansen, ha rilevato le operazioni sull'ex linea Esashi rinominandola linea ferroviaria Dōnan Isaribi.
Il nome dell'azienda deriva dai fuochi delle barche per la pesca dei calamari (isaribi) che si possono vedere lungo la linea.

## Linee ferroviarie
La società ha assunto il controllo delle operazioni passeggeri sull'ex linea Esashi della Hokkaido Railway Company (JR Hokkaido) tra la stazione di Kikonai e la stazione di Goryōkaku in seguito all'inizio delle operazioni dell'Hokkaidō Shinkansen il 26 marzo 2016.
- Linea ferroviaria Dōnan Isaribi (道南いさりび鉄道線?): Goryōkaku - Kikonai (37,8 km, 12 stazioni)

## Materiale rotabile
Dal 1º aprile 2016, la società gestisce una flotta di nove treni diesel multipli (DMU) della serie KiHa 40 precedentemente di proprietà di JR Hokkaido.

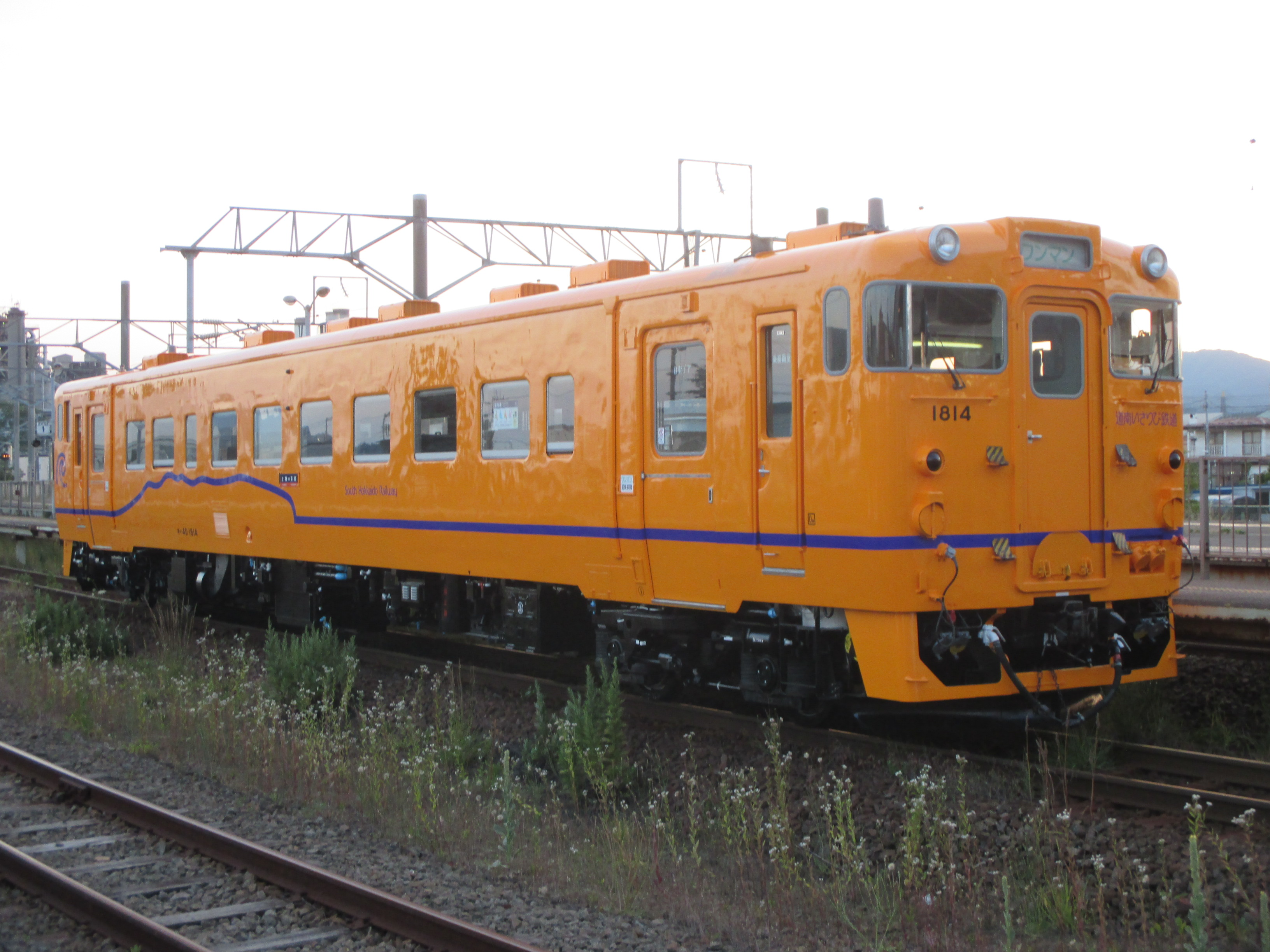
KiHa 40 1814 Saki-hatsu
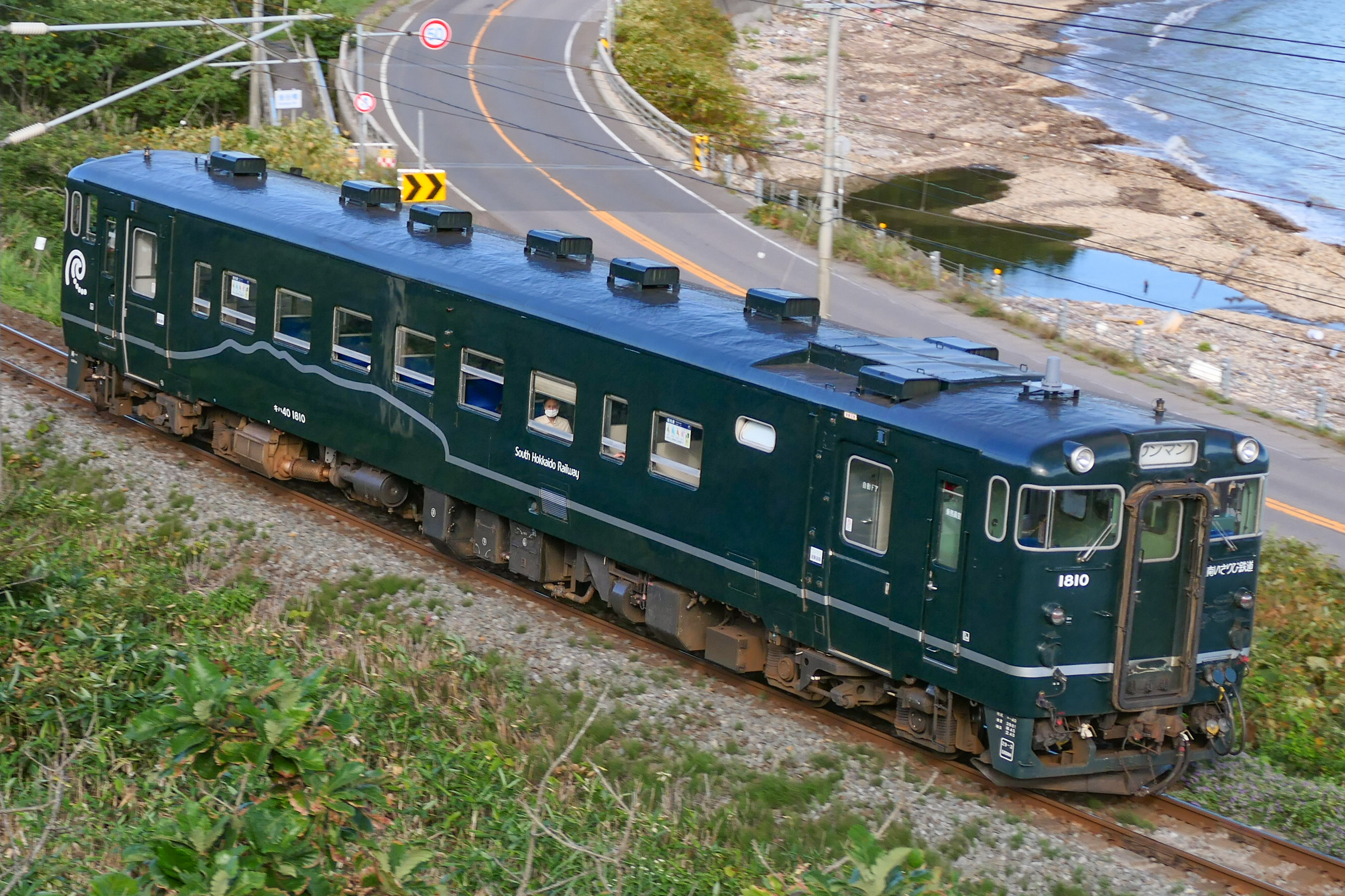
KiHa 40 1810 Natsuki Tatsuru
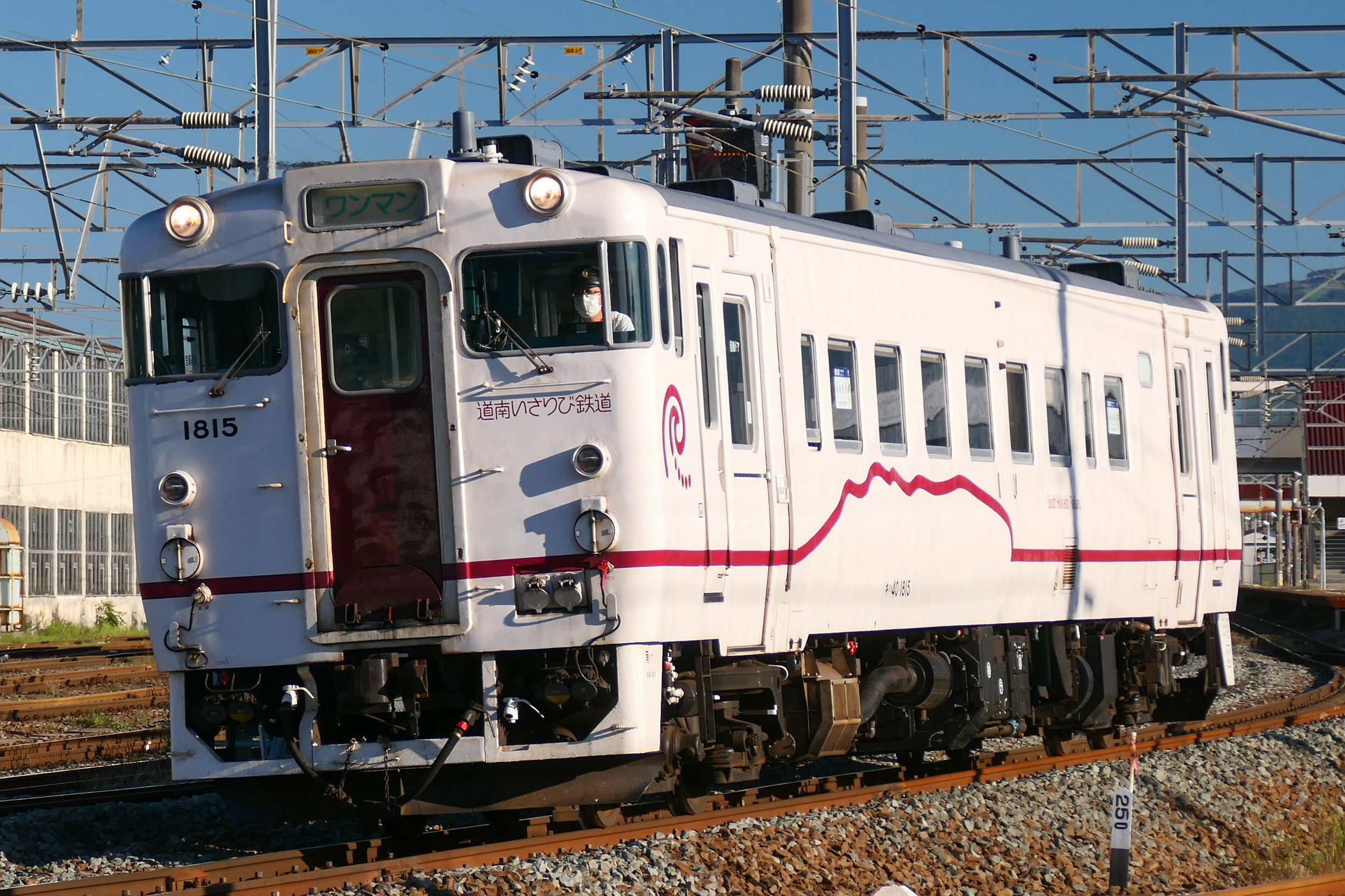
KiHa 40 1815 Misogi
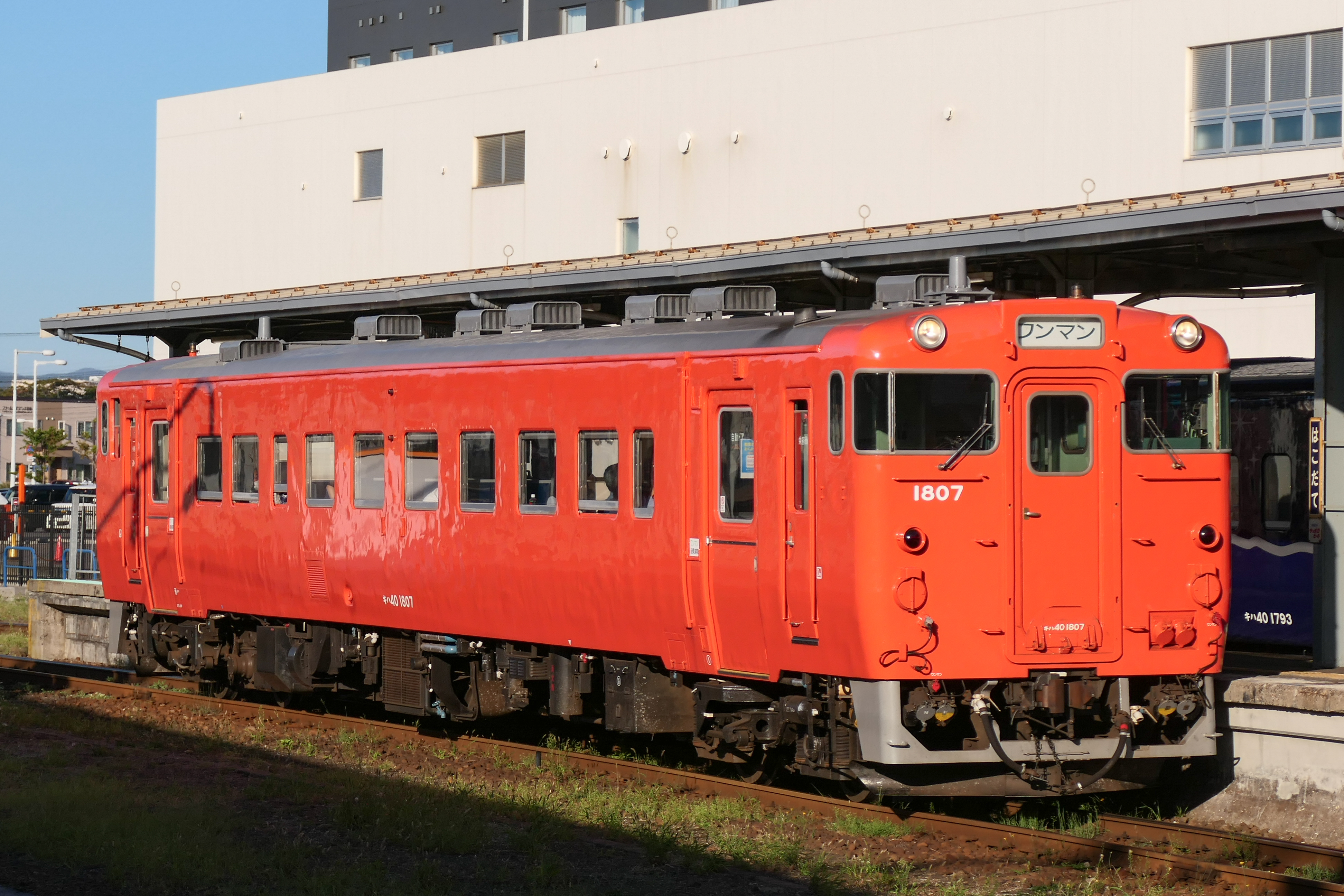
KiHa 40 1807 livrea delle Ferrovie Nazionali Giapponesi
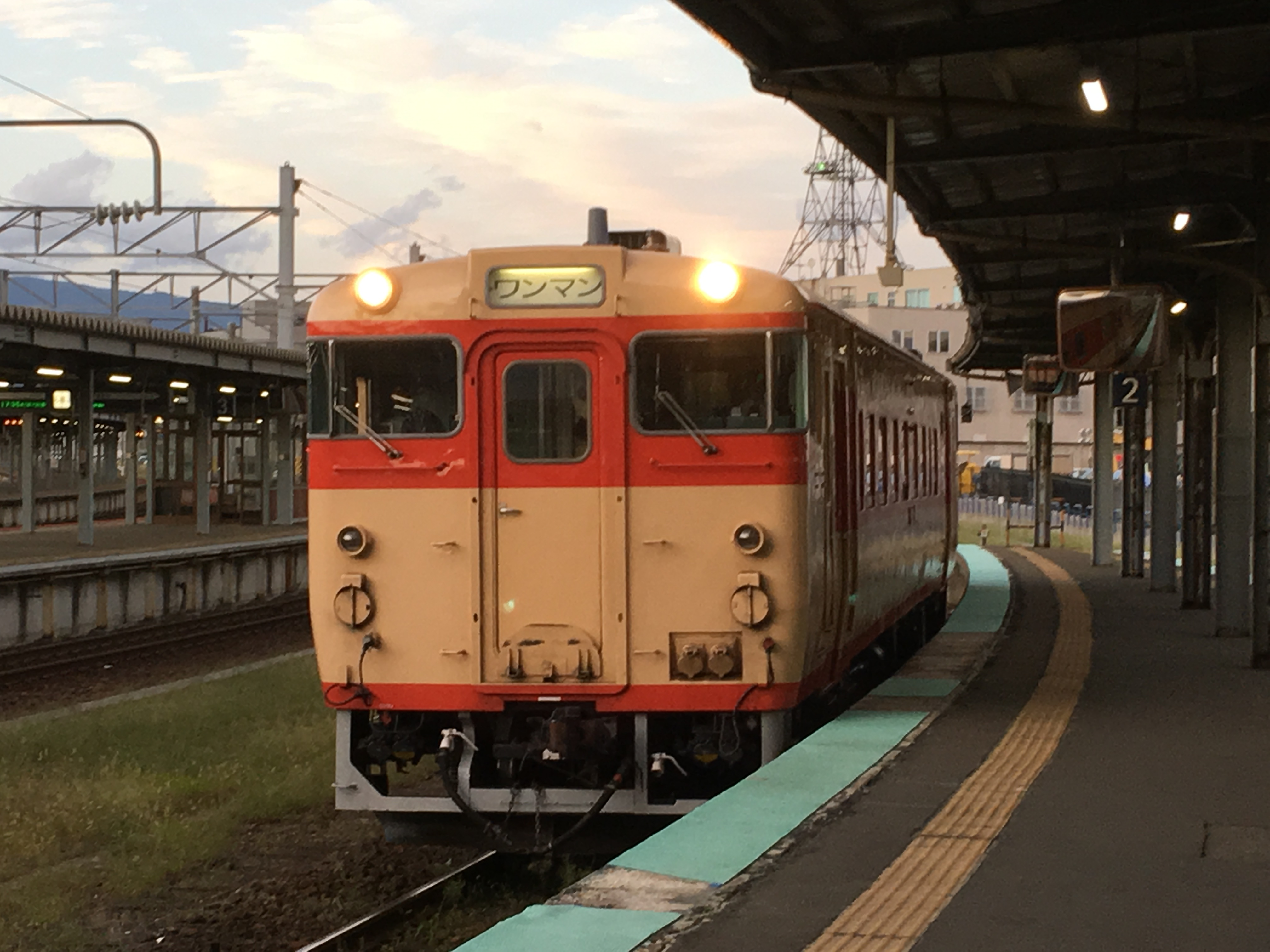
KiHa 40 1798 livrea dell'espresso delle Ferrovie Nazionali Giapponesi
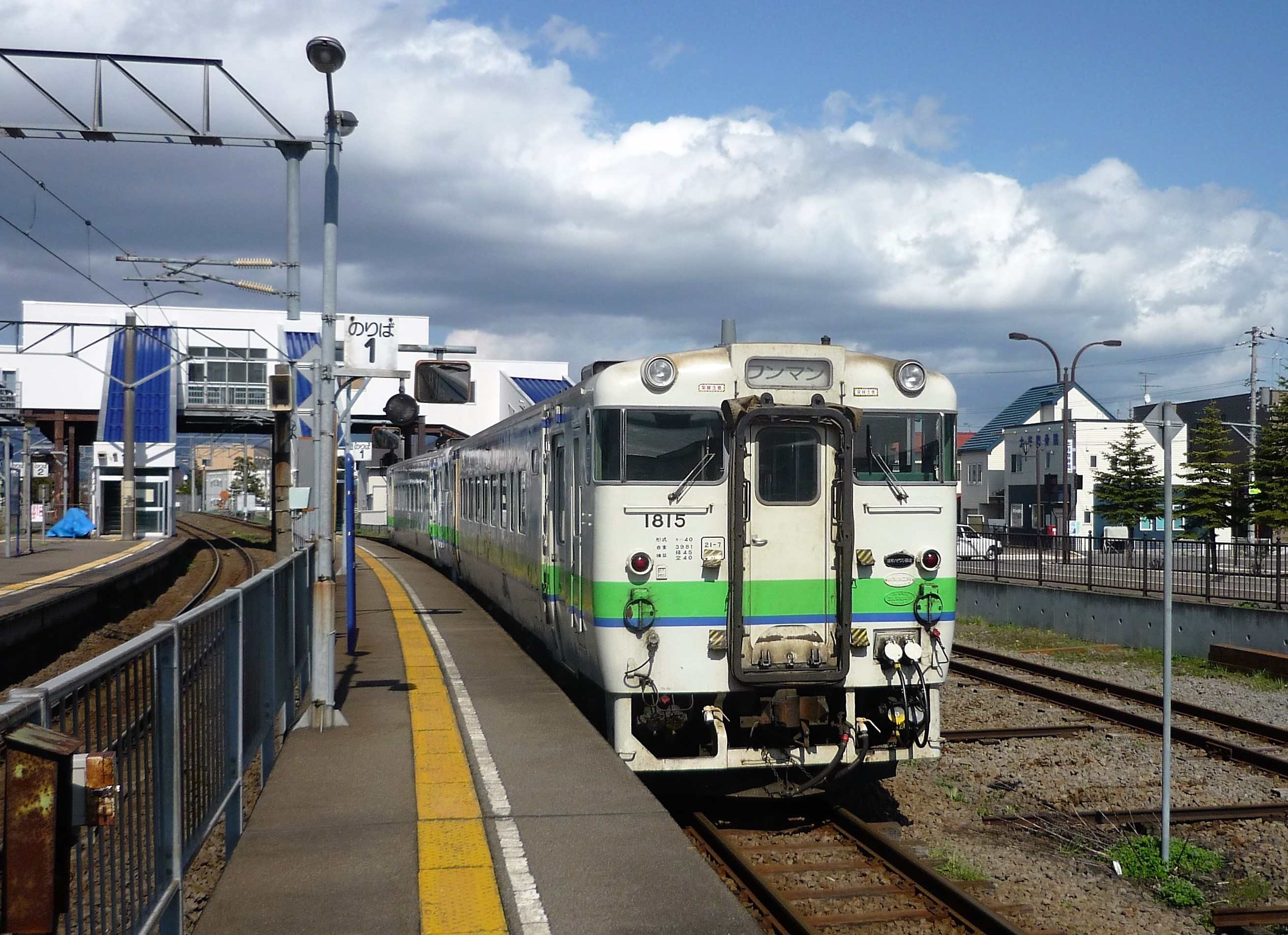
KiHa 40 1815 livrea della JR Hokkaido